# Martin Haller

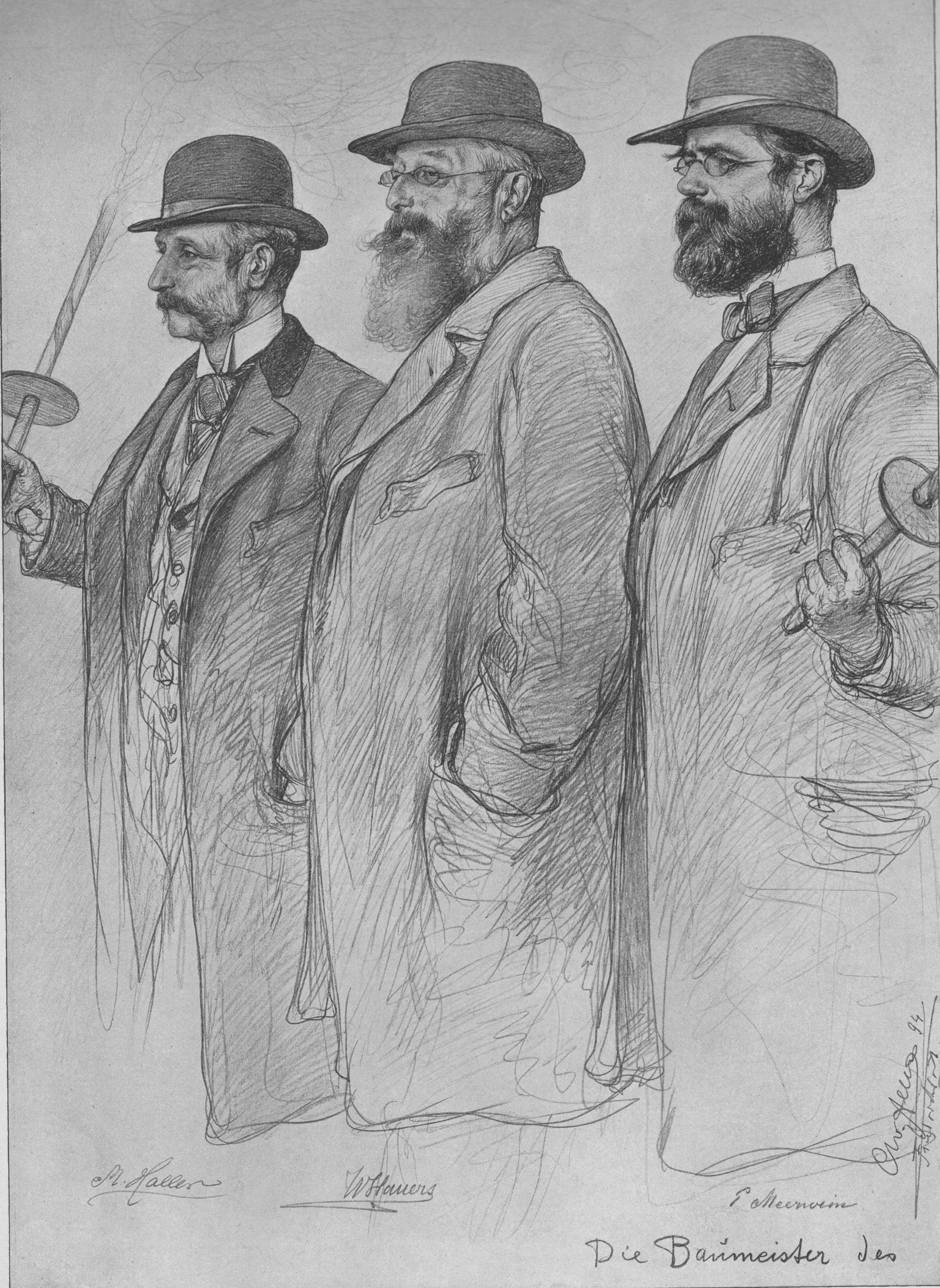
Los arquitectos del Ayuntamiento de Hamburgo: Martin Haller, Wilhelm Hauers y Wilhelm Emil Meerwein (en este orden).

Martin Emil Ferdinand Haller (Hamburgo, 1 de diciembre de 1835 – † 25 de octubre de 1925) fue un arquitecto alemán.

## Biografía
Martin Haller nació en 1835 como hijo del abogado Nicolaus Ferdinand Haller, quién luego se convertiría en alcalde de la ciudad de Hamburgo, y de su esposa Adele Oppenheimer de origen judío. Haller se interesó desde pequeño por la construcción y la arquitectura, lo que lo llevó a estudiar la carrera en Potsdam, Berlín y París. En 1861 empezó a trabajar en Hamburgo como arquitecto y logró hacerse rápidamente un buen nombre, en parte gracias a los contactos de su padre, hasta que llegó a ser el arquitecto más conocido y exitoso de su época. 
Durante diez años, hasta 1883 trabajó junto al arquitecto Leopold Lamprecht para cambiar luego a una sociedad junto a Hermann Geißler, la cual duró hasta 1914. En 1880 fundó el Rathausbaumeisterbund, un colectivo de siete arquitectos hamburgueses que construyeron la alcaldía de la ciudad entre 1886–1897. Haller fue además presidente de la asociación de abogados y arquitectos de Hamburgo de 1876 a 1884 y miembro del parlamento de Hamburgo (Hamburger Bürgerschaft) de 1885 a 1900.
Haller construyó una innumerable cantidad de villas clásicas para personas privadas, muchas de las cuales aún se pueden observar en la ciudad. Un ejemplo muy bien conservado, es el Budge-Palais, sede de la Hochschule für Musik und Theater de Hamburgo. Sus obras eran clasificadas como moderna en la época, ya que contaban con luz eléctrica, calefacción y agua caliente. Además, sus diseños permitían hacer cambios de último momento en la distribución de las casas.

## Galería

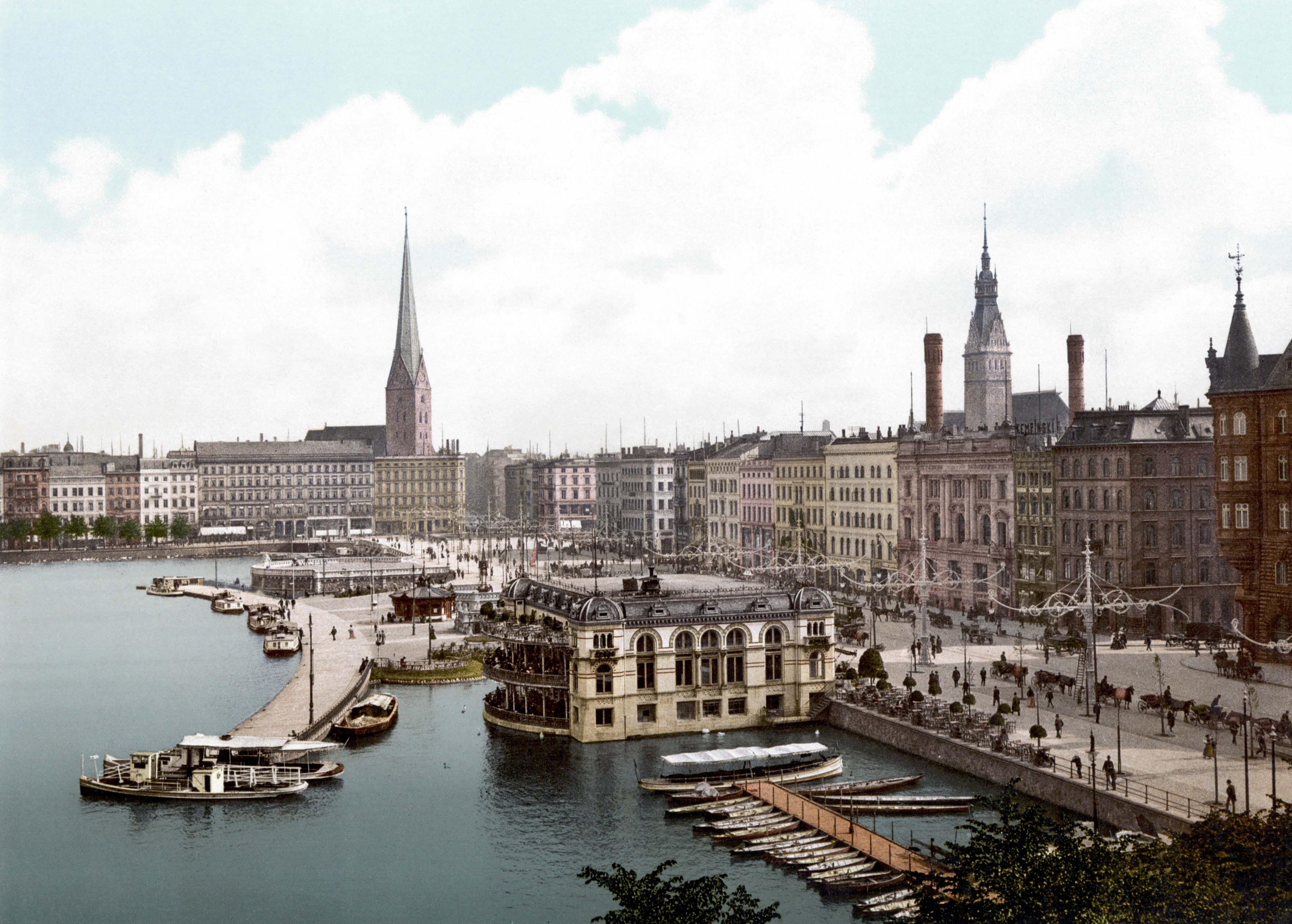
Jungfernstieg en el año 1905.
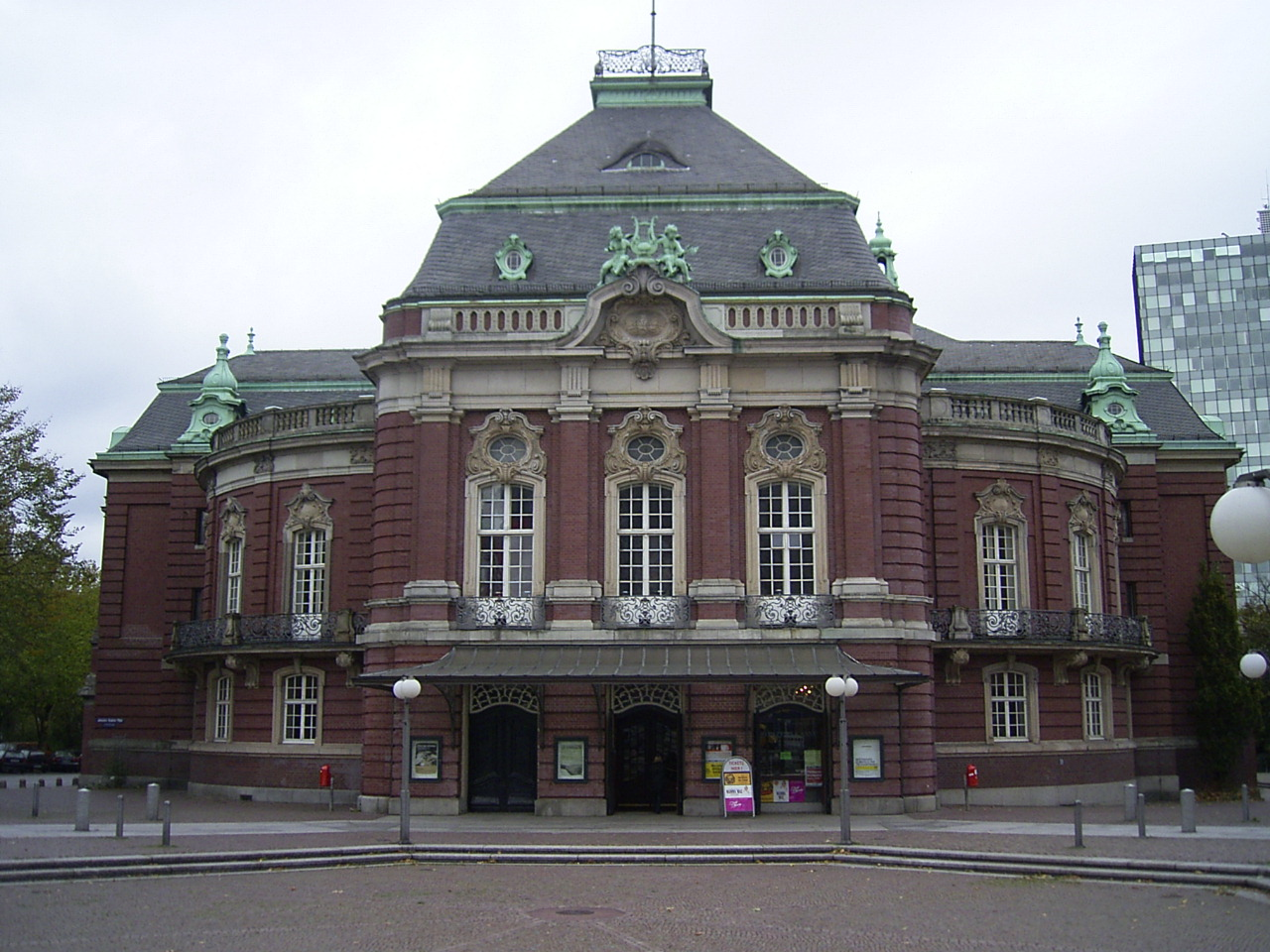
Filarmónica de Hamburgo: Laeiszhalle
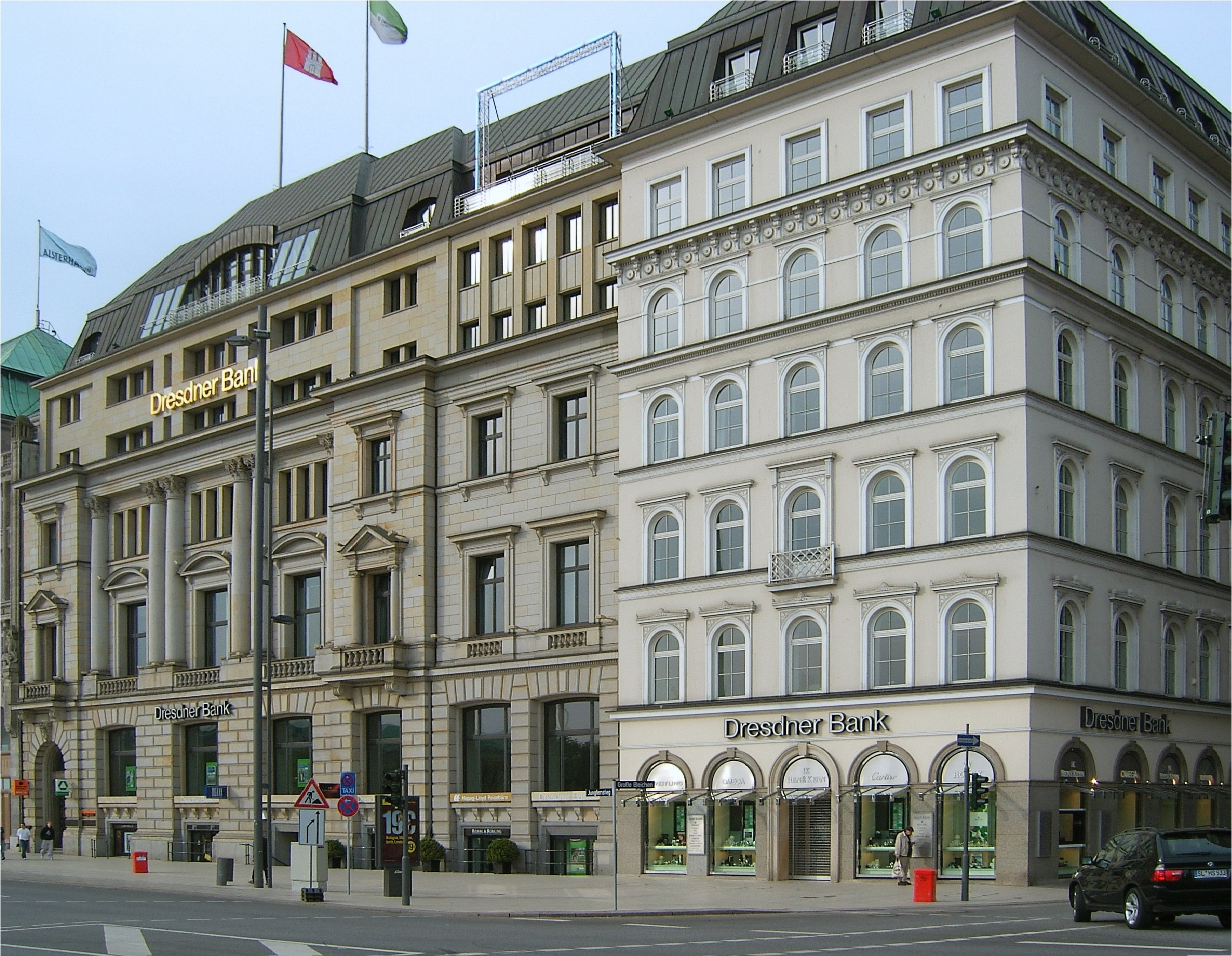
Dresdner Bank Hamburg
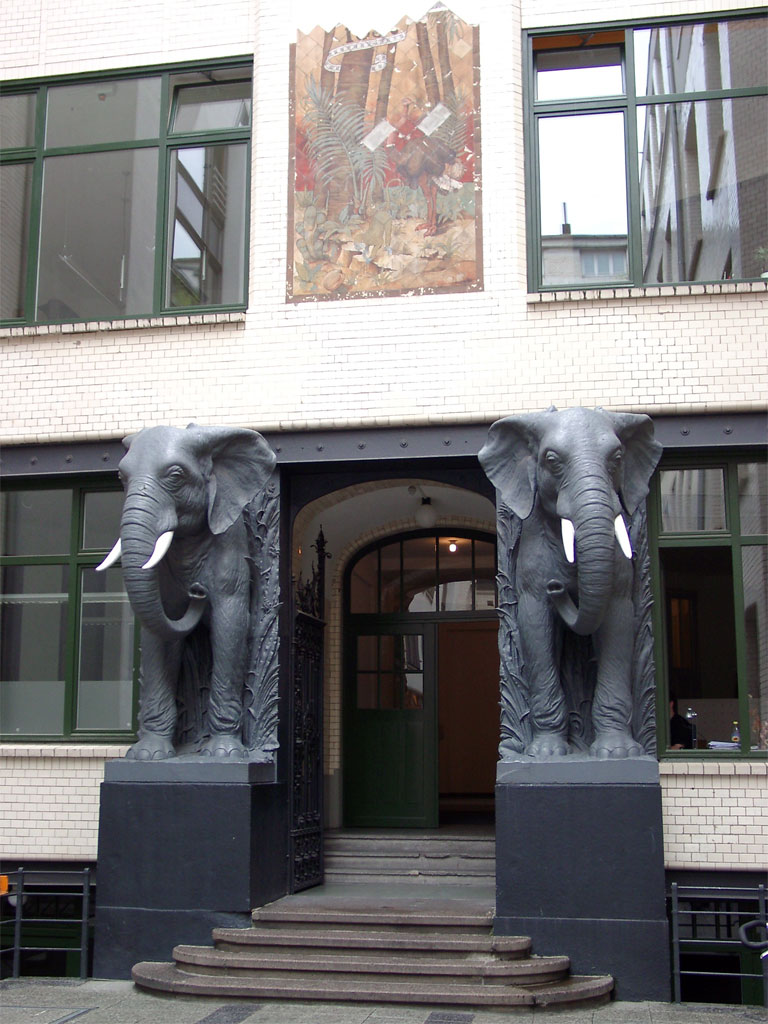
Afrikahaus
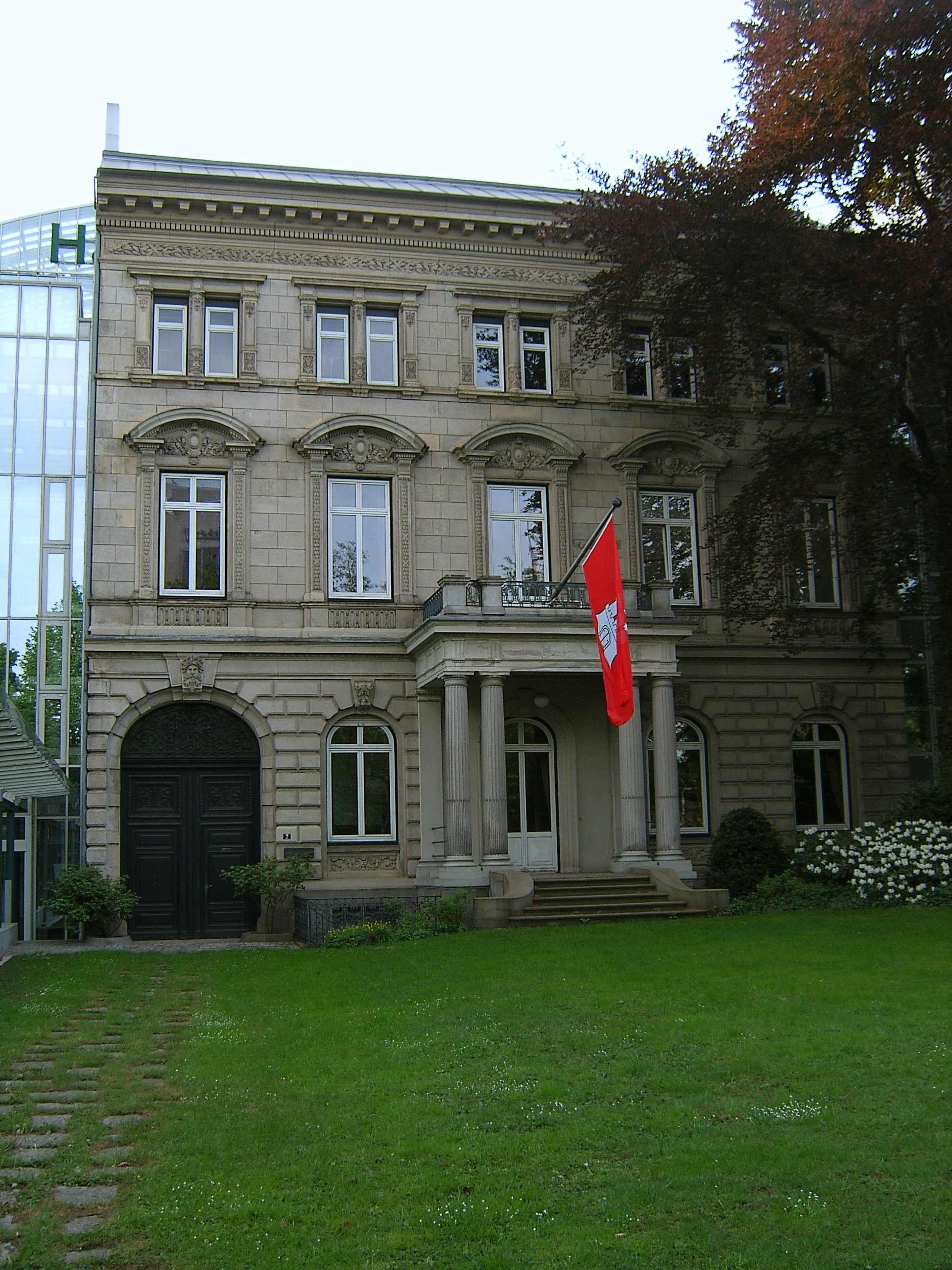
Haus Wedells
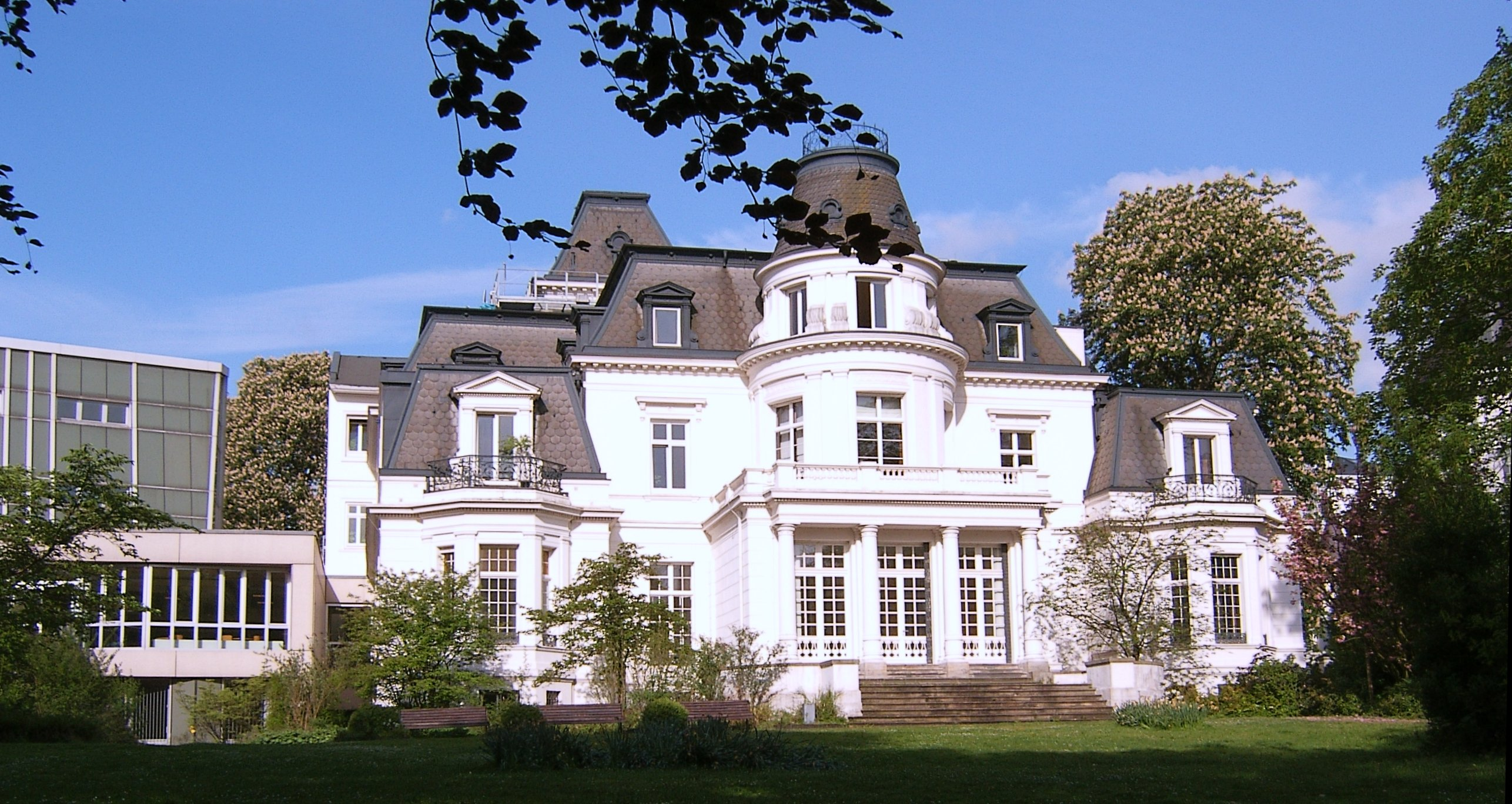
Budge-Palais: Instituto para la Música y el Teatro
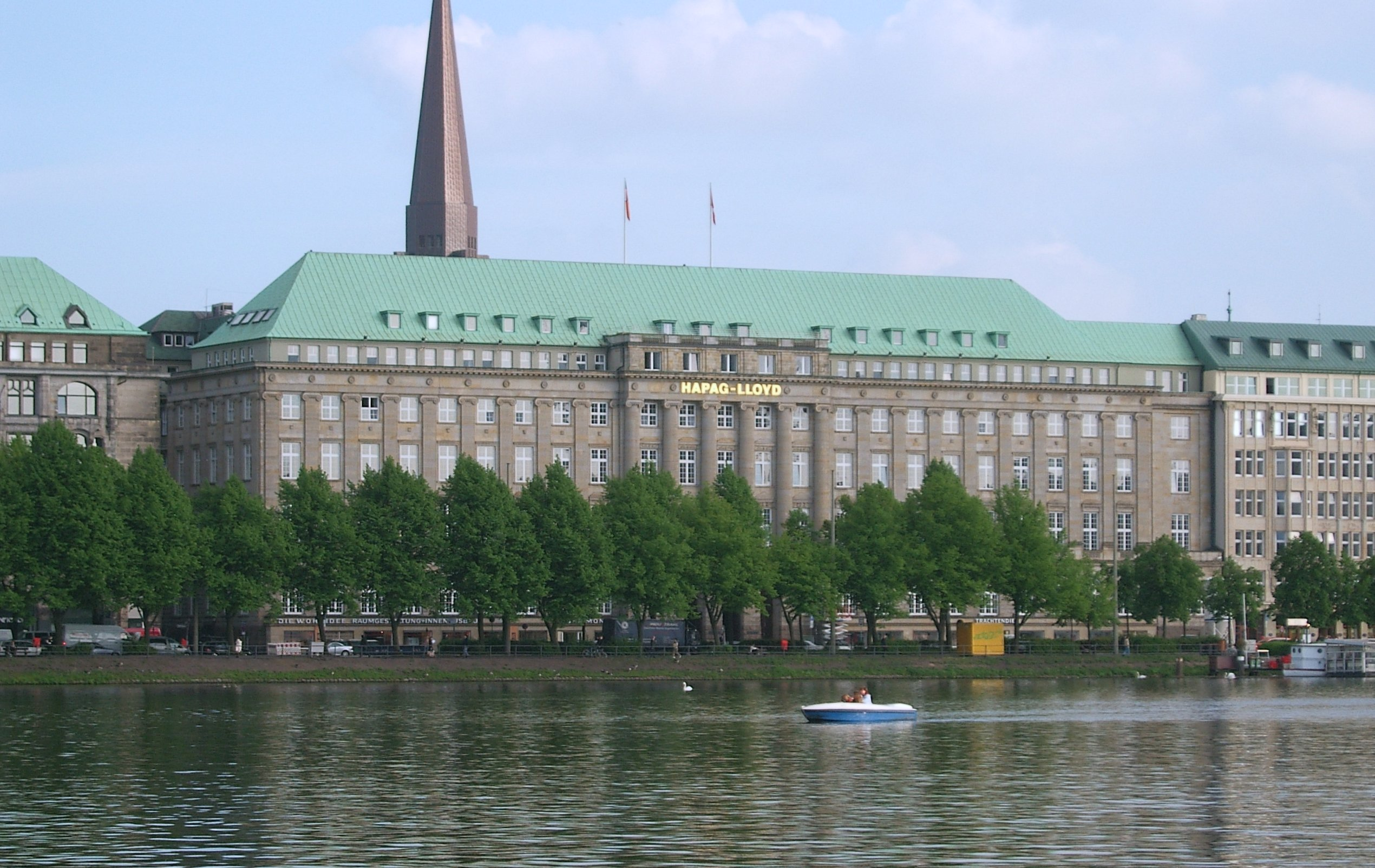
Edificio de la naviera Hapag